# Felcsút
Felcsút là một thị trấn thuộc hạt Fejér, Hungary. Thị trấn này có diện tích 22,02 km², dân số năm 2010 là 1789 người, mật độ 81 người/km².